# Oscar Roty
Louis Oscar Roty est un sculpteur et médailleur français né à Paris le 12 juin 1846, où il est mort dans le 6e arrondissement le 23 mars 1911.
Il est surtout connu pour la figure de sa Semeuse, utilisée en France sur les pièces de monnaie et les timbres postaux.

## Biographie
Fils d'un modeste instituteur parisien, Oscar Roty naît à Belleville, en 1846,, sous la monarchie de Juillet.
Il est l'élève d'Horace Lecoq de Boisbaudran à la petite École (future École des arts décoratifs) et celui d'Hubert Ponscarme à l'École des beaux-arts.
Concourant pour le grand prix de Rome en gravure de médaille et pierre fine, Oscar Roty obtient une mention en 1869, la deuxième place en 1872 et remporte le premier prix en 1875.
En 1878, il épouse Marie Boulanger, fille du ferronnier d'art Pierre François Marie Boulanger.
Il est surtout connu pour l'une de ses œuvres, dénommée La Semeuse. L'origine de celle-ci remonte à un projet de médaille de 1887, resté inabouti, qu'Oscar Roty reprend en 1896 pour répondre à une commande du ministère des Finances. Les premières pièces de monnaie de type Semeuse entrent en circulation en 1897. À partir de 1903, la Semeuse apparaît aussi sur les timbres postaux.
Il est élu à l'Académie des beaux-arts en 1888, et à sa présidence en 1897.
Oscar Roty meurt à Paris le 23 mars 1911, et est inhumé dans le 14e arrondissement de Paris au cimetière du Montparnasse (1re division).

## Prix
- Grand prix des expositions universelles parisiennes de 1889 et de 1900[7].
- 1905 : Médaille de la sculpture du Salon, attribuée pour la première fois à la gravure en médailles[7].

## Distinctions
- Commandeur de la Légion d'honneur

Oscar Roty est nommé chevalier dans l'ordre national de la Légion d'honneur par décret du 29 décembre 1885, promu officier par décret du 29 octobre 1889 et promu commandeur par décret du 14 décembre 1890.

## Œuvre
Louis Oscar Roty signait ses œuvres d'un « O. Roty ».
On peut lointainement rattacher son style à celui de l'art nouveau, par la fluidité et la délicatesse de son trait, avec une influence marquée de l'art antique dans le goût des drapés bien travaillés, toujours à la mode à cette époque. Certaines de ses œuvres sont chargées d'une symbolique traditionnelle assez profonde.
La cire préparatoire sur ardoise de La Semeuse de 1887 est conservée à Paris au musée d'Orsay où se trouvent également plus de 150 autres œuvres de Roty.
Au musée Oscar Roty, implanté à Jargeau (Loiret) par son fils Georges Roty,, sont conservés la cire de 1896 préparant les pièces en argent pour la Monnaie de Paris, ainsi que tout l'œuvre gravé de l'artiste avec les dessins et les cires.

### LaSemeuse

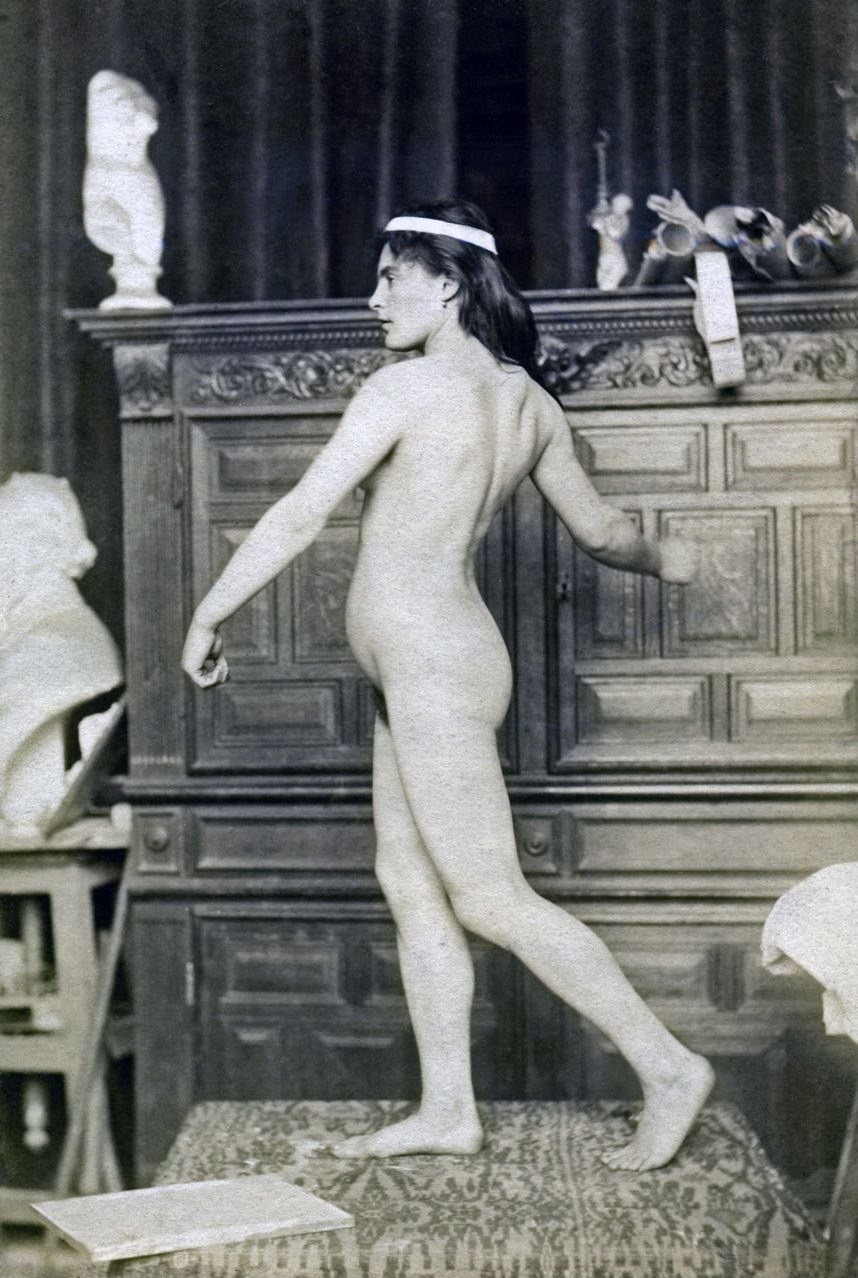
Modèle posant pour la Semeuse (vers 1896).

L'origine de la Semeuse remonte à un projet de 1887, resté sans suite, de médaille de récompense pour le ministère de l'Agriculture,.
En 1896, quand le ministre des Finances commande de nouvelles pièces, Oscar Roty retravaille l'allégorie de 1887 dans un style moins naturaliste, plus proche de l'art nouveau et mieux adapté aux contraintes de la frappe industrielle des monnaies.
Le modèle qui apparaît en pied sur des photographies connues (l'une visible au musée Roty, l'autre à celui de La Poste) est parfois identifié à Charlotte Ragot,, qui fut effectivement l'un des cinq modèles professionnels régulièrement employés par l'artiste. Cependant celle-ci, alors âgée d'une trentaine d'années, avait cessé de poser après son mariage, en 1890.
Aussi est-il généralement admis, à la suite notamment du conservateur du musée Roty Pierre Marc Chantereau, qu'Oscar Roty s'est inspiré pour sa Semeuse, non d'un de ses modèles habituels, mais d'une jeune immigrée italienne de son quartier du Montparnasse, Rosalina (ou Rosalinda) Pesce,,,, dont l'allure correspondait à son idée et qu'il n'a plus employée par la suite. Toutefois, la date de la naissance de la jeune fille, le 8 mars 1885 à Gallinaro, lui donne onze ans lors de la création de l'œuvre, au lieu de la quinzaine d'années,,, supposée : cela conduit Pierre Marc Chantereau à l'hypothèse que l'artiste aurait en fait employé plusieurs modèles et utilisé Rosalina Pesce pour le profil de son visage.
Le type Semeuse de 1897 est réintroduit à l'occasion du passage au « nouveau franc », à partir de 1960. Les pièces en euro de la France sont illustrées par la Semeuse modernisée de Laurent Jorio. En 2008, apparaît la Semeuse cinétique de Joaquin Jimenez.
La Semeuse qui figure à partir de 1903 sur les timbres postaux a été gravée au départ par Louis-Eugène Mouchon, d'après une plaque en relief fournie par Roty.

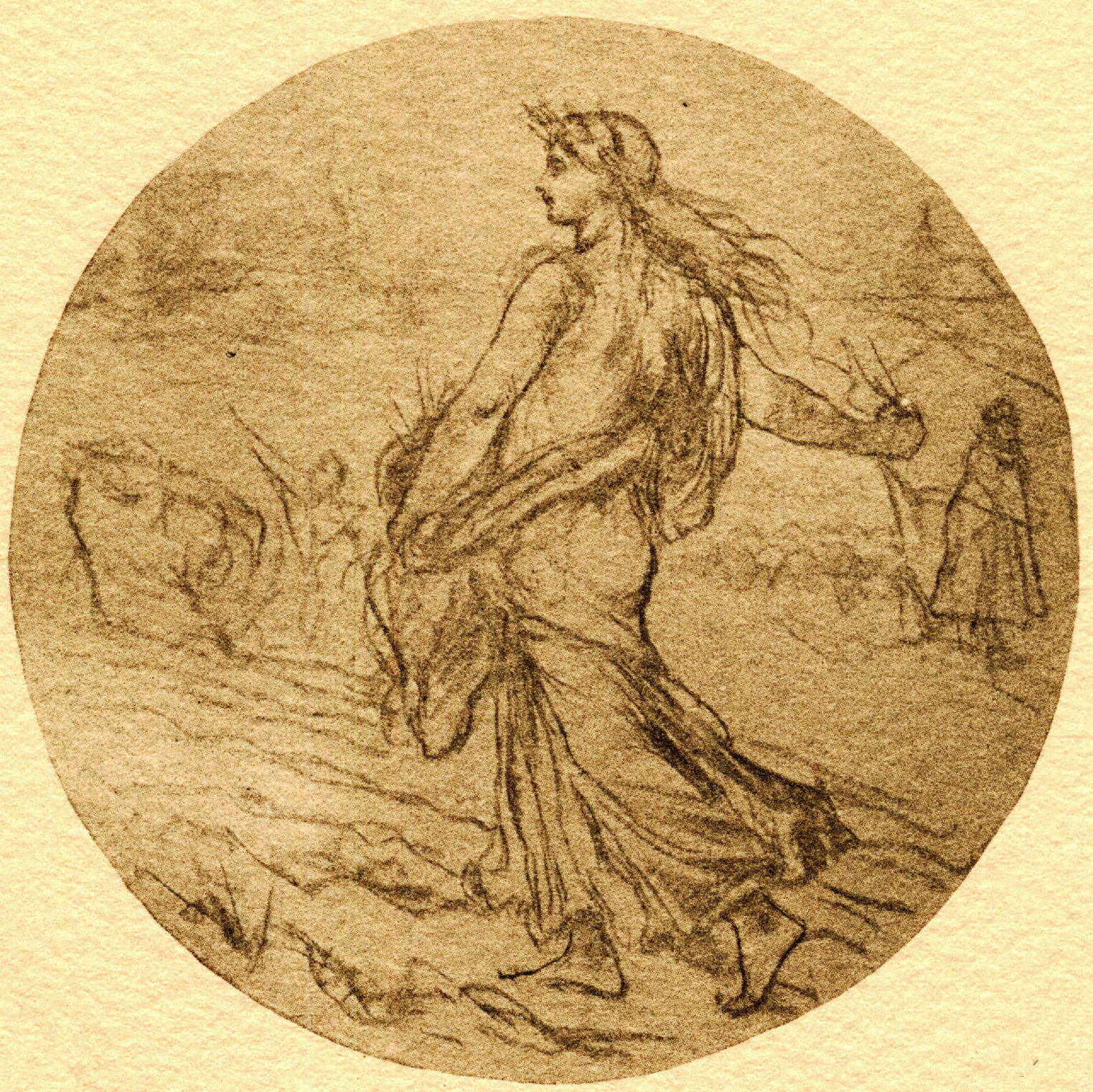
Projet de médaille pour le ministère de l'Agriculture, esquisse au fusain (vers 1887).
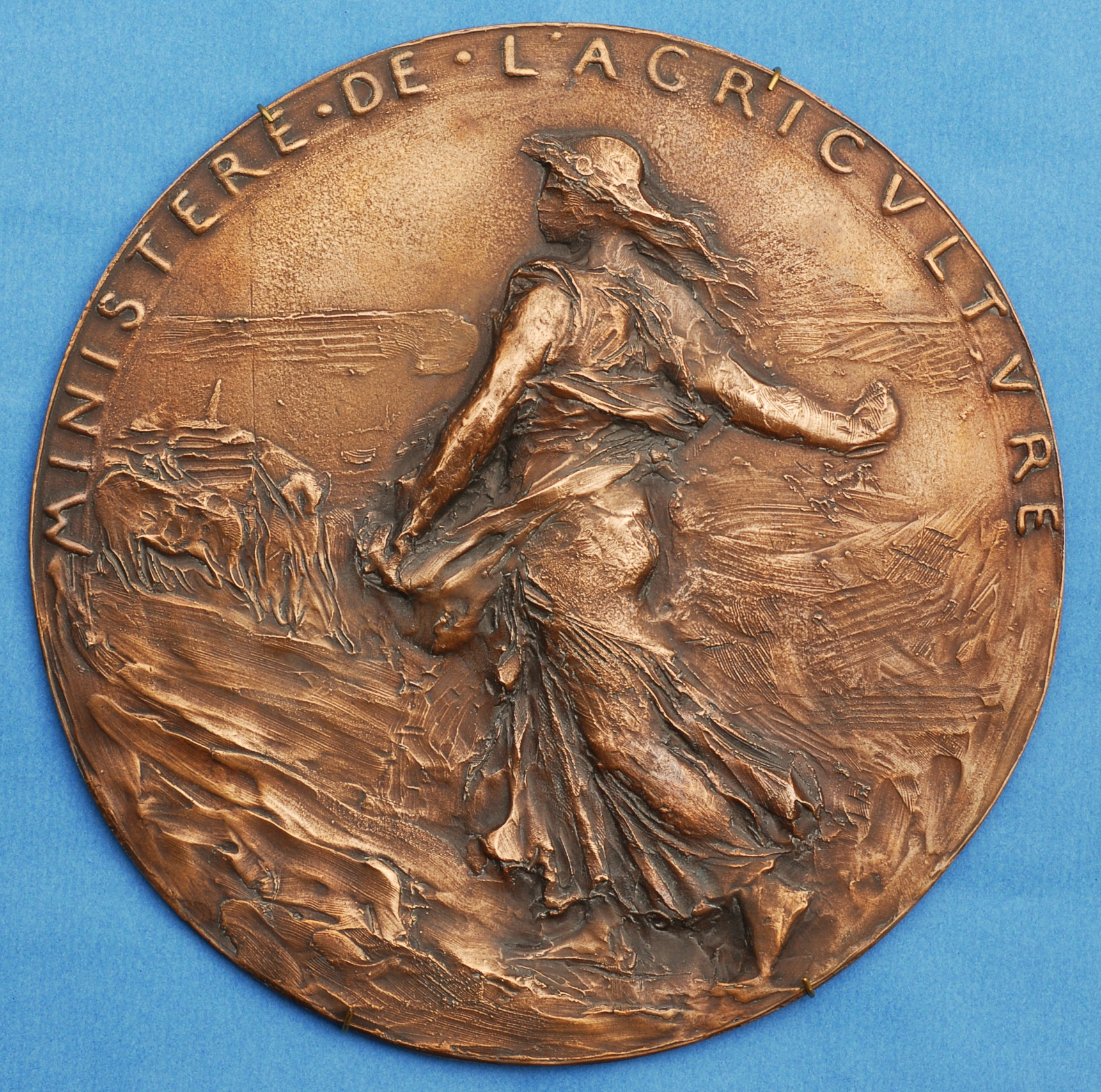
Projet de médaille pour le ministère de l'Agriculture, esquisse en fonte (vers 1887).
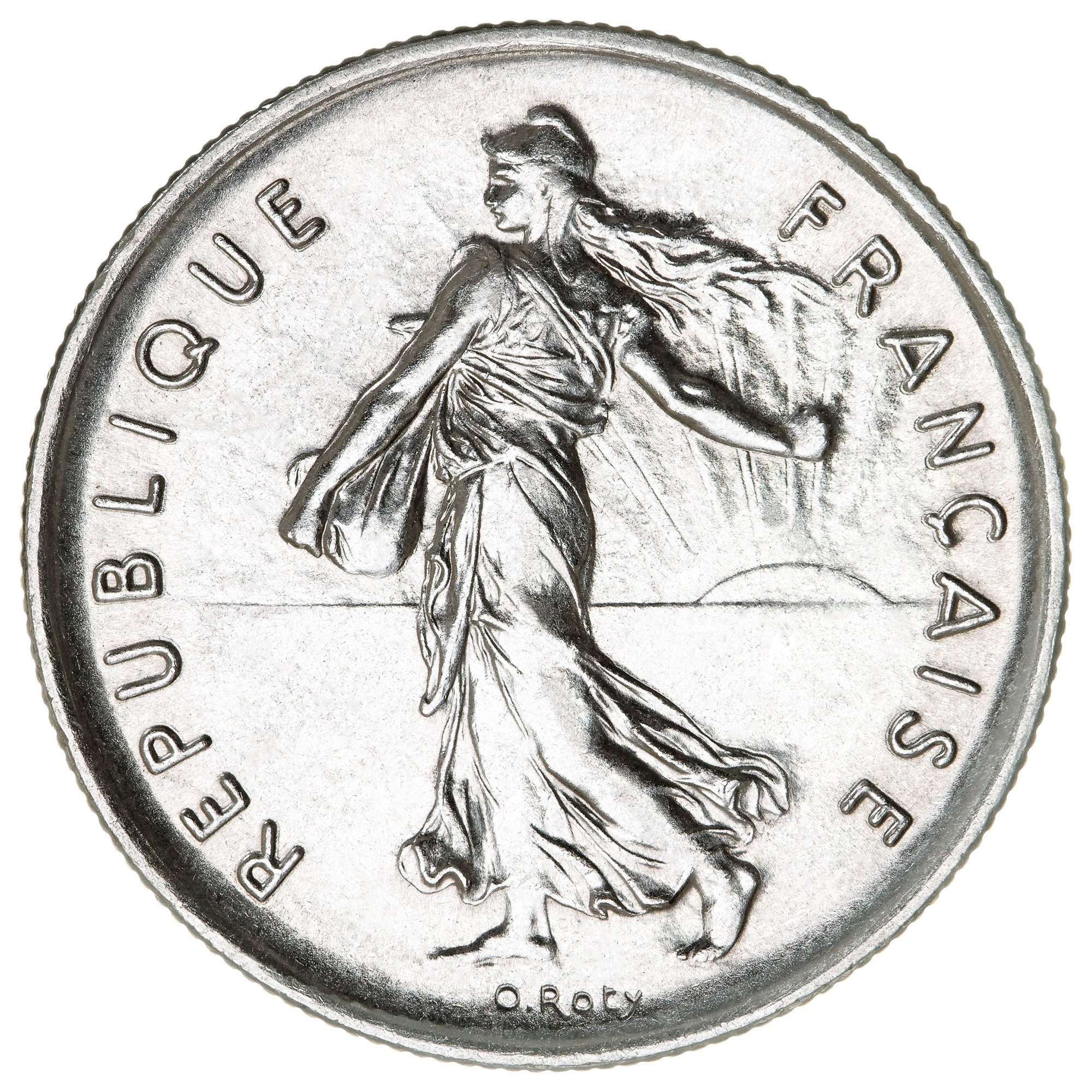
Monnaie type Semeuse (1970 ; gravure de 1897).
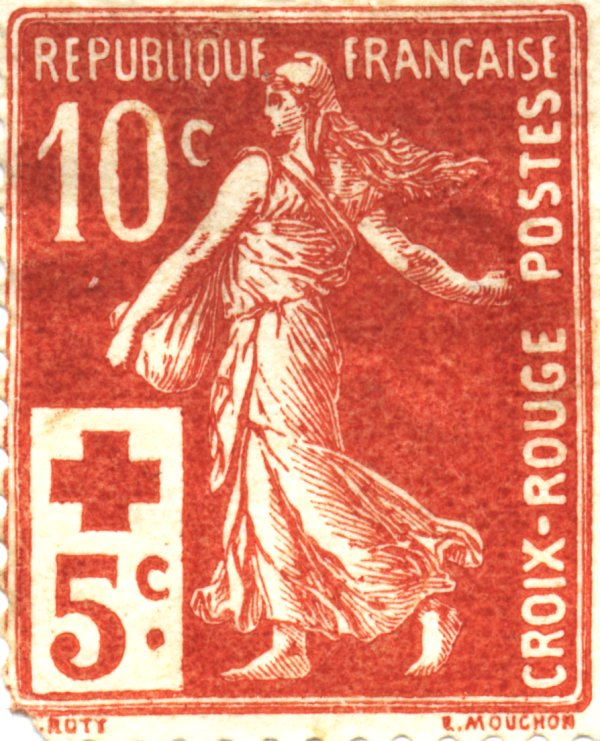
Timbre type Semeuse camée (1914).
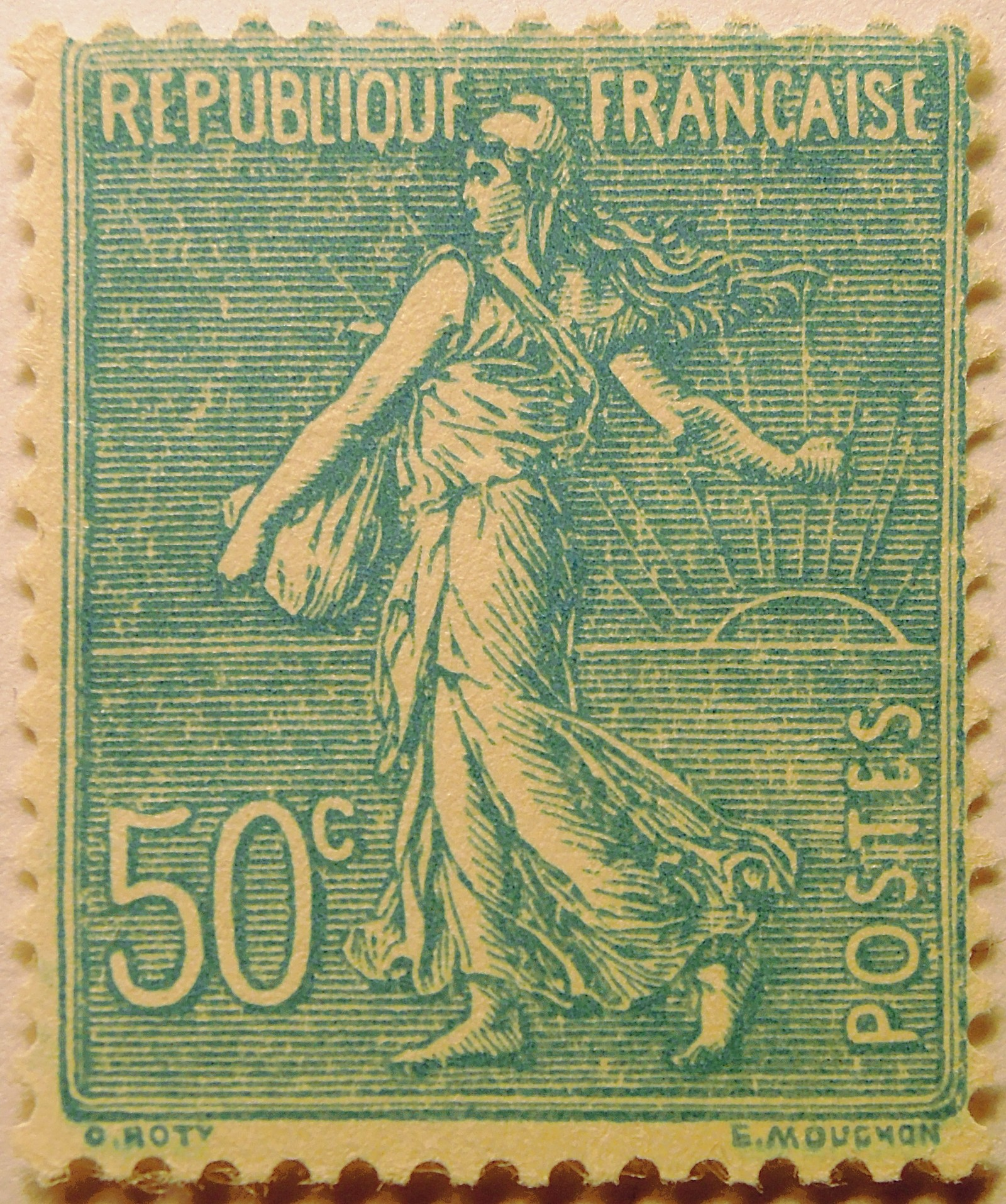
Timbre type Semeuse lignée (1921).

### Médailles

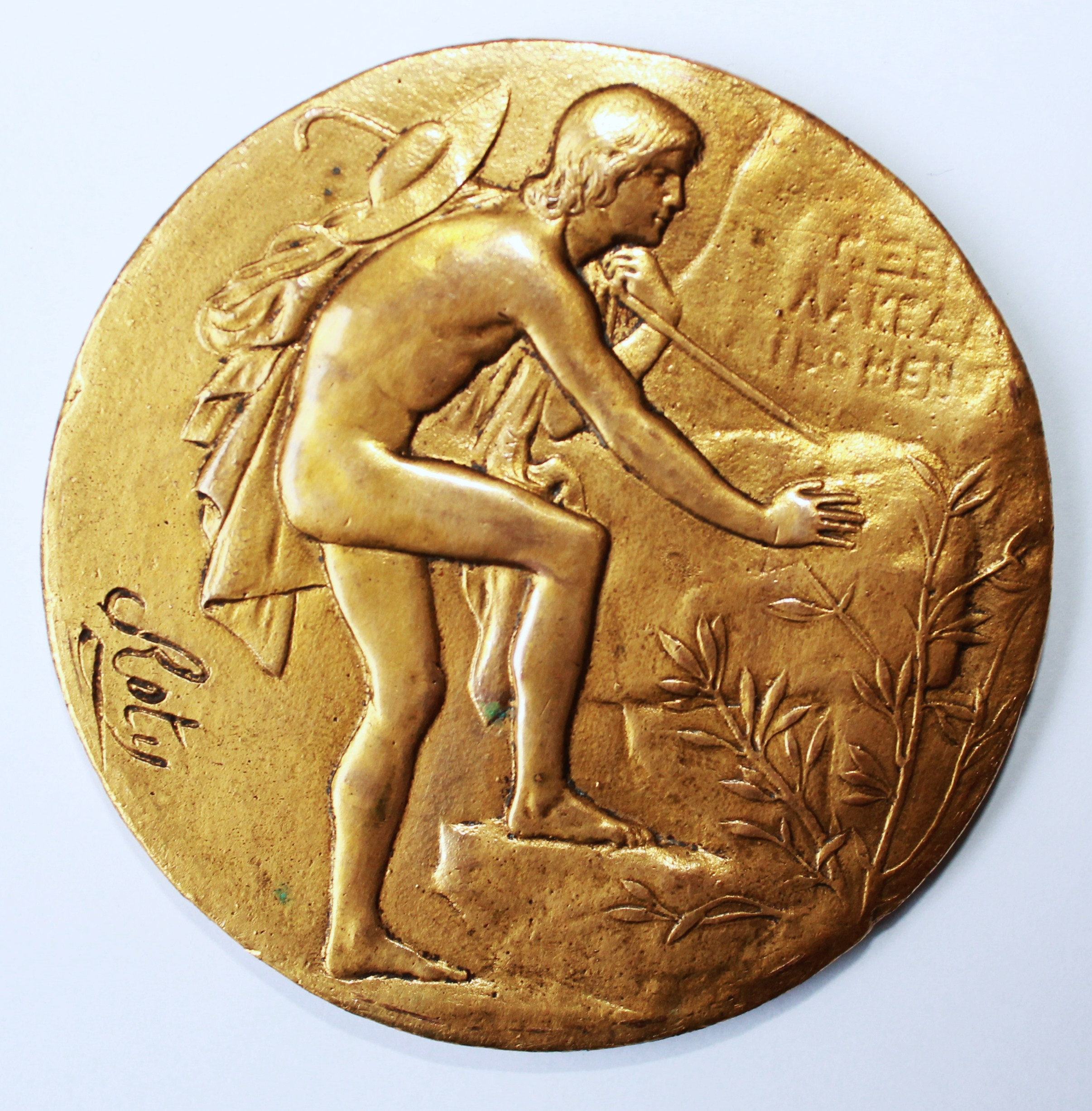
Premier grand prix de Rome 1875.
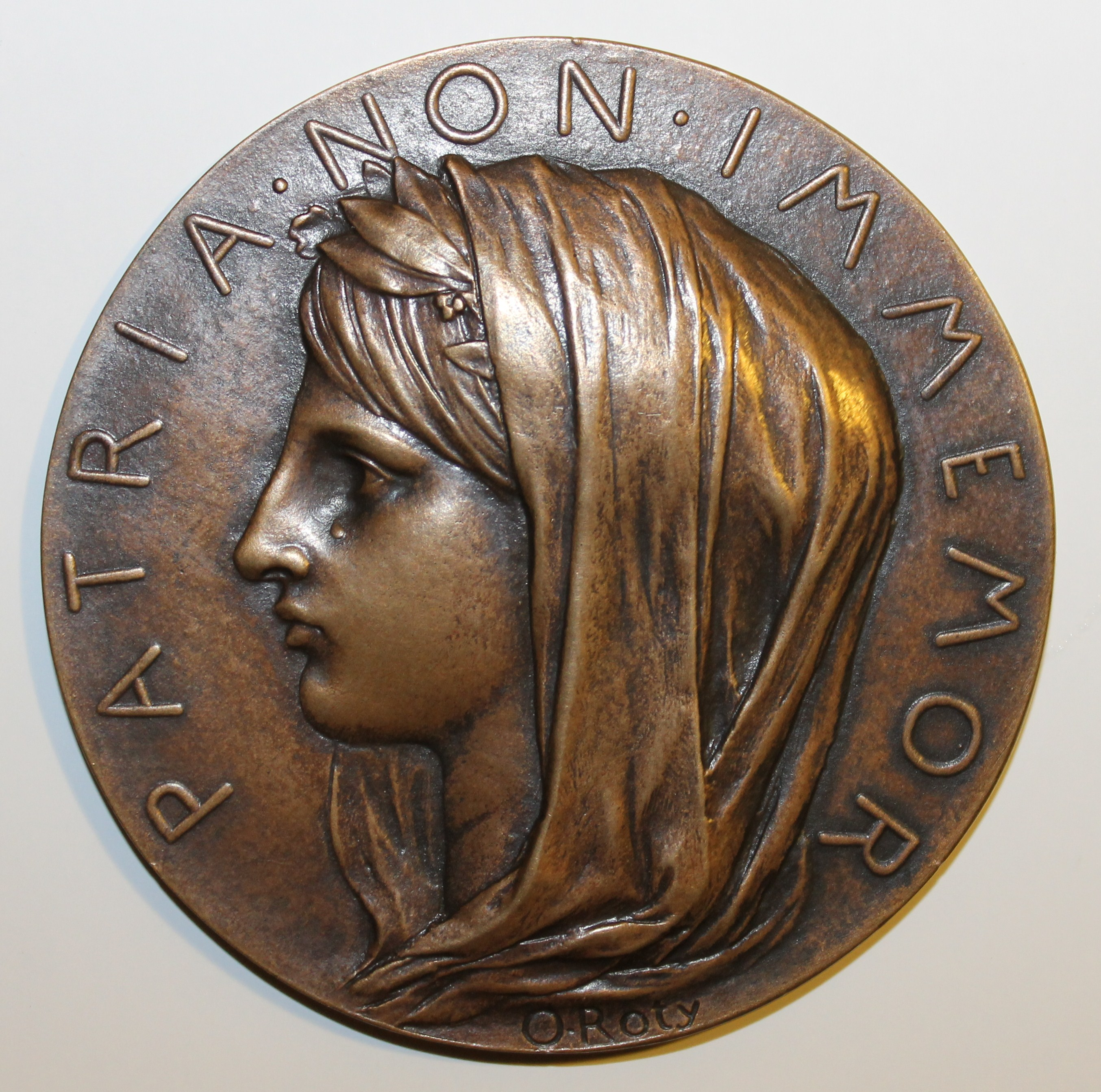
Médaille du 25e anniversaire de la Troisième République.
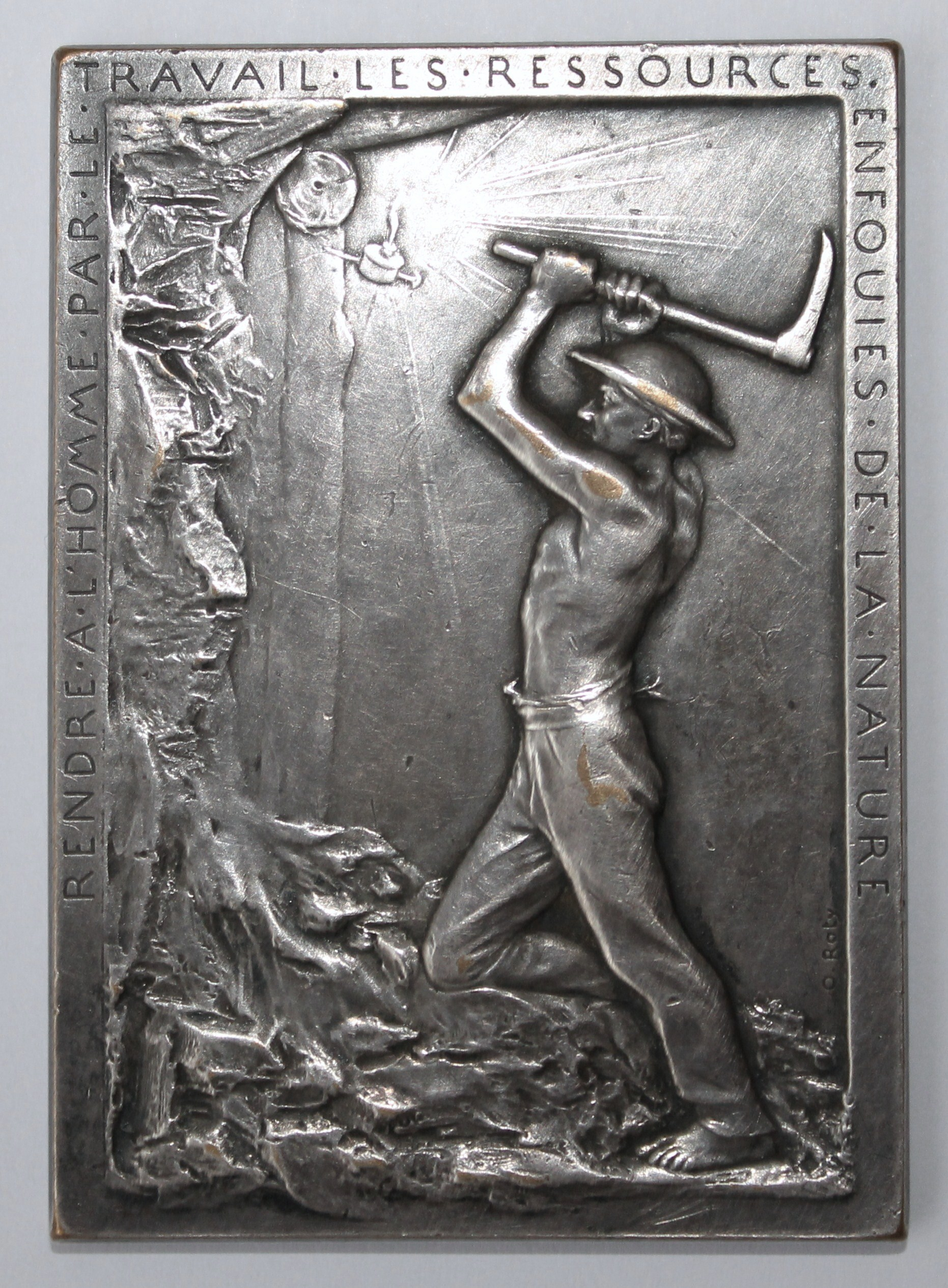
Compagnie des mines de Lens 1899.
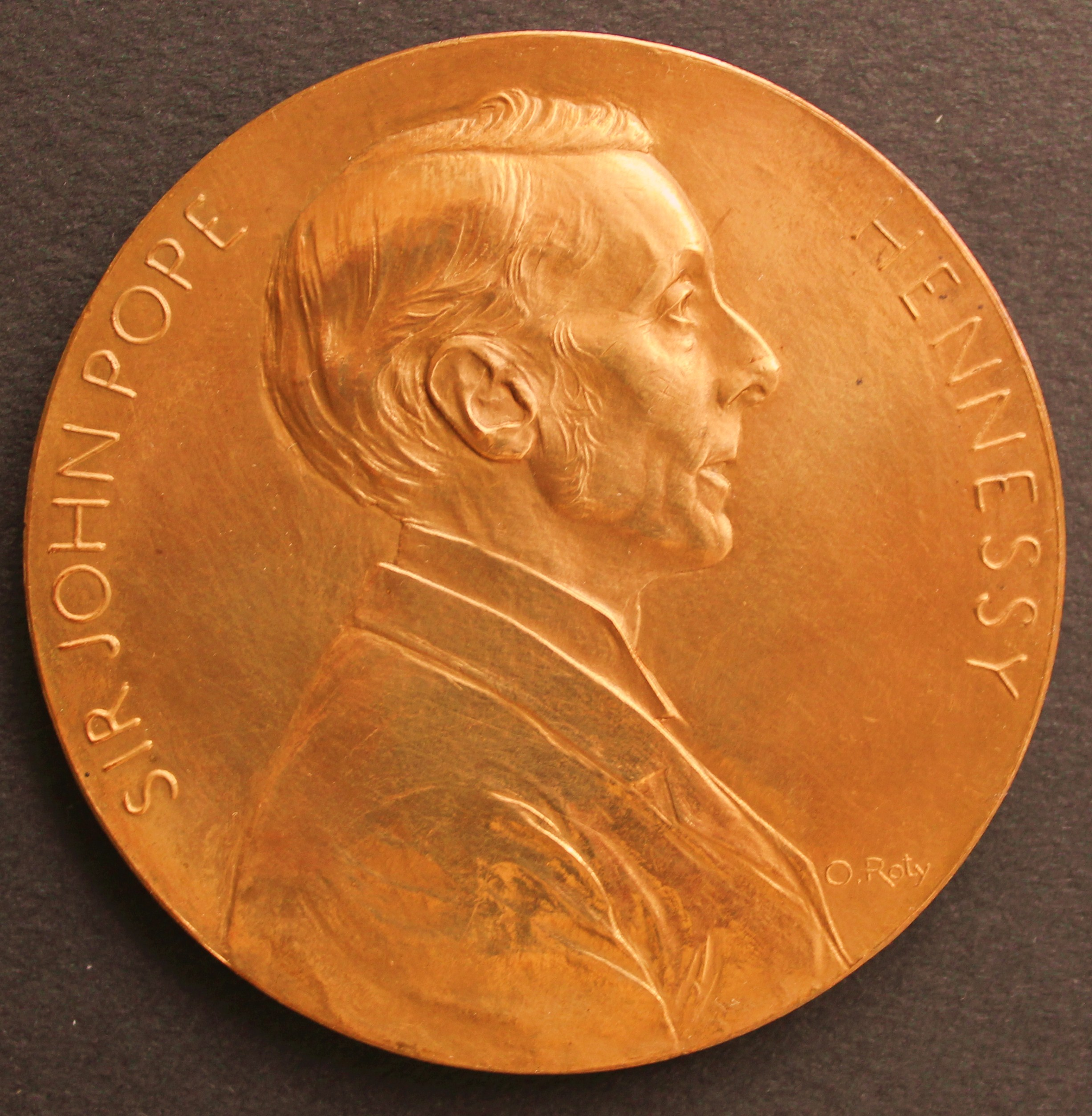
Médaille de John Pope Hennessy (1834-1891) gouverneur de Hong Kong et de l'île Maurice.
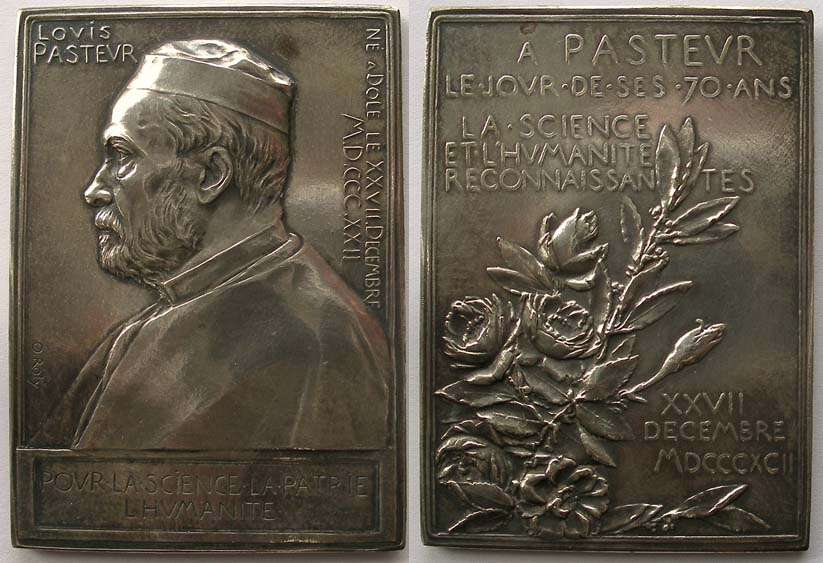
Médaille en l'honneur des 70 ans de Louis Pasteur.
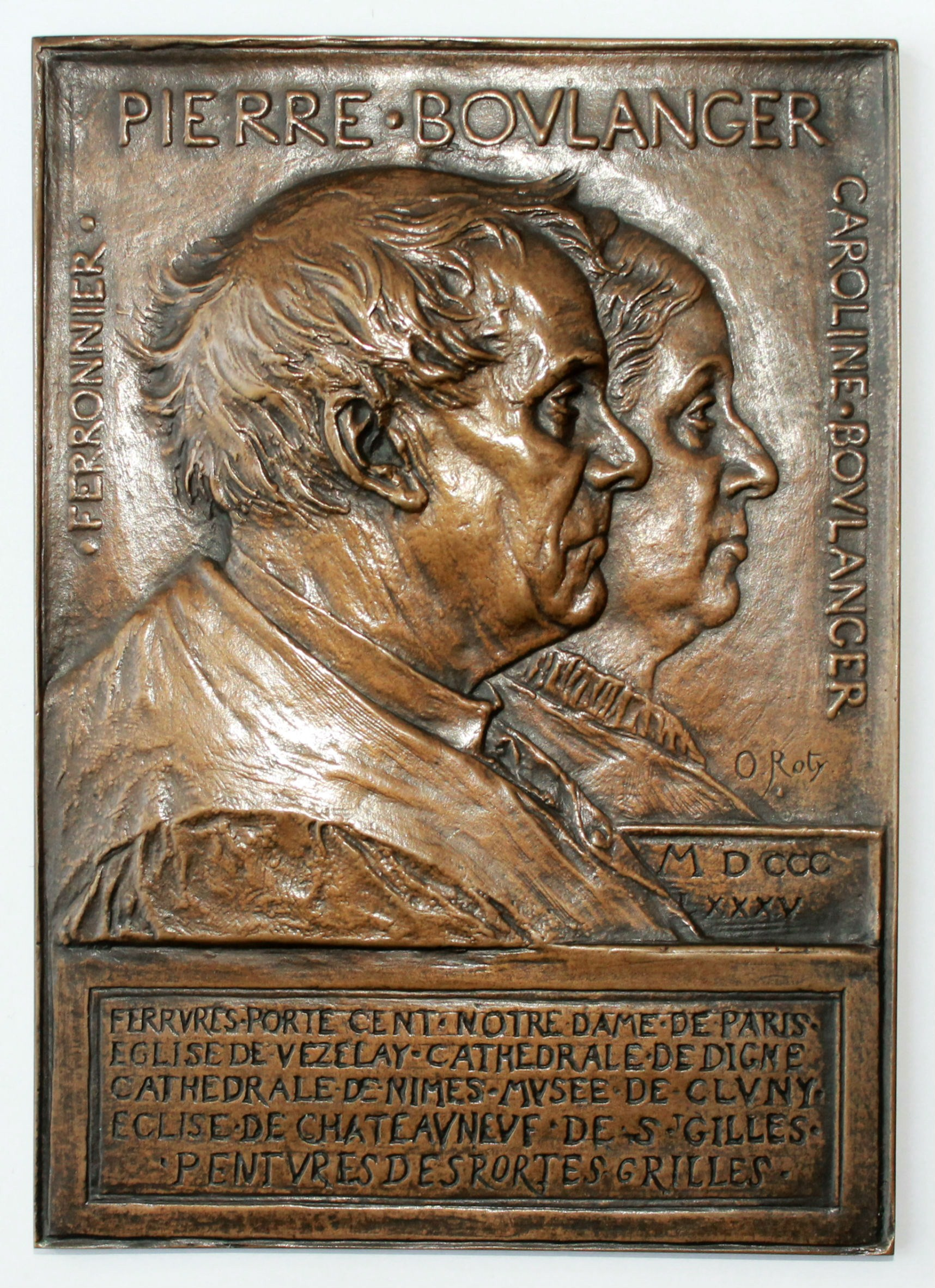
Pierre et Caroline Boulanger.
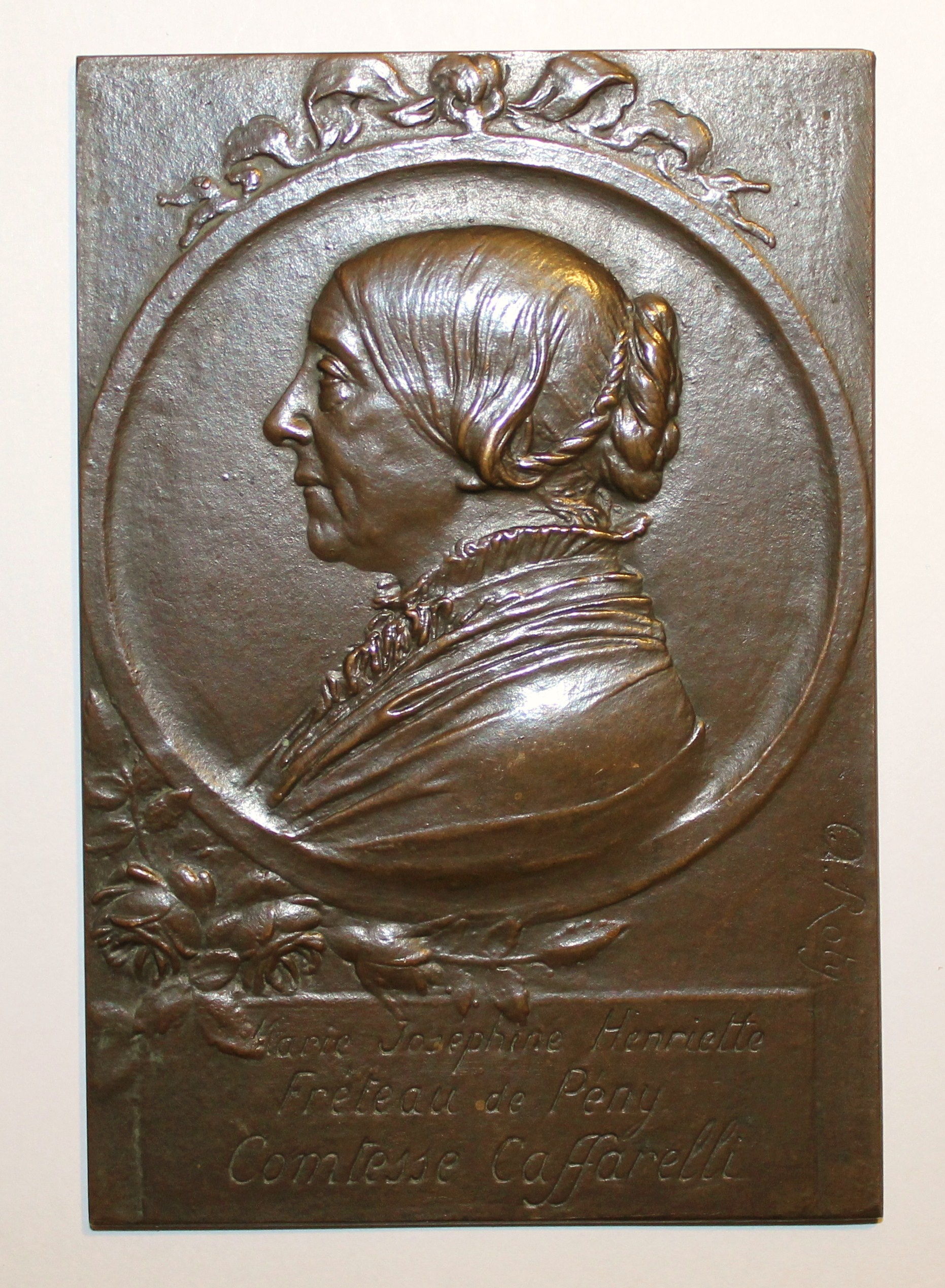
La comtesse Caffarelli.
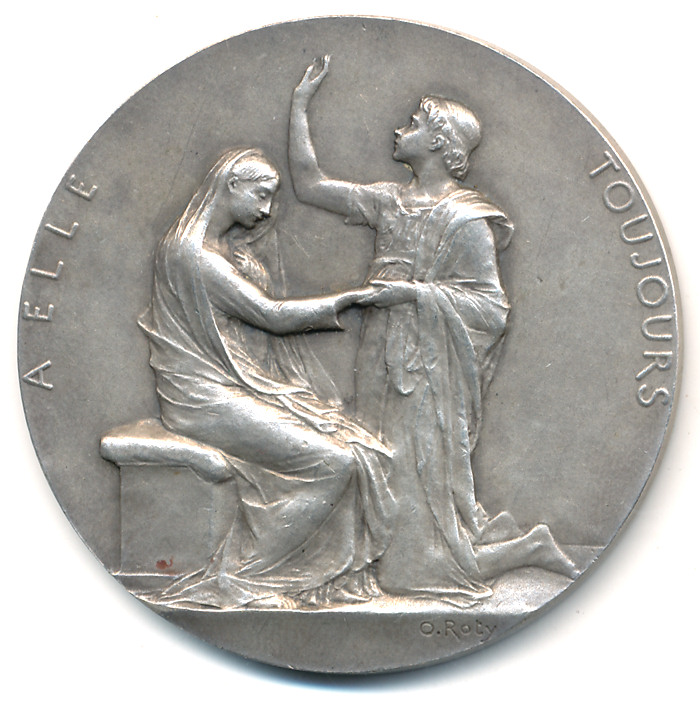
Médaille de mariage À elle toujours.
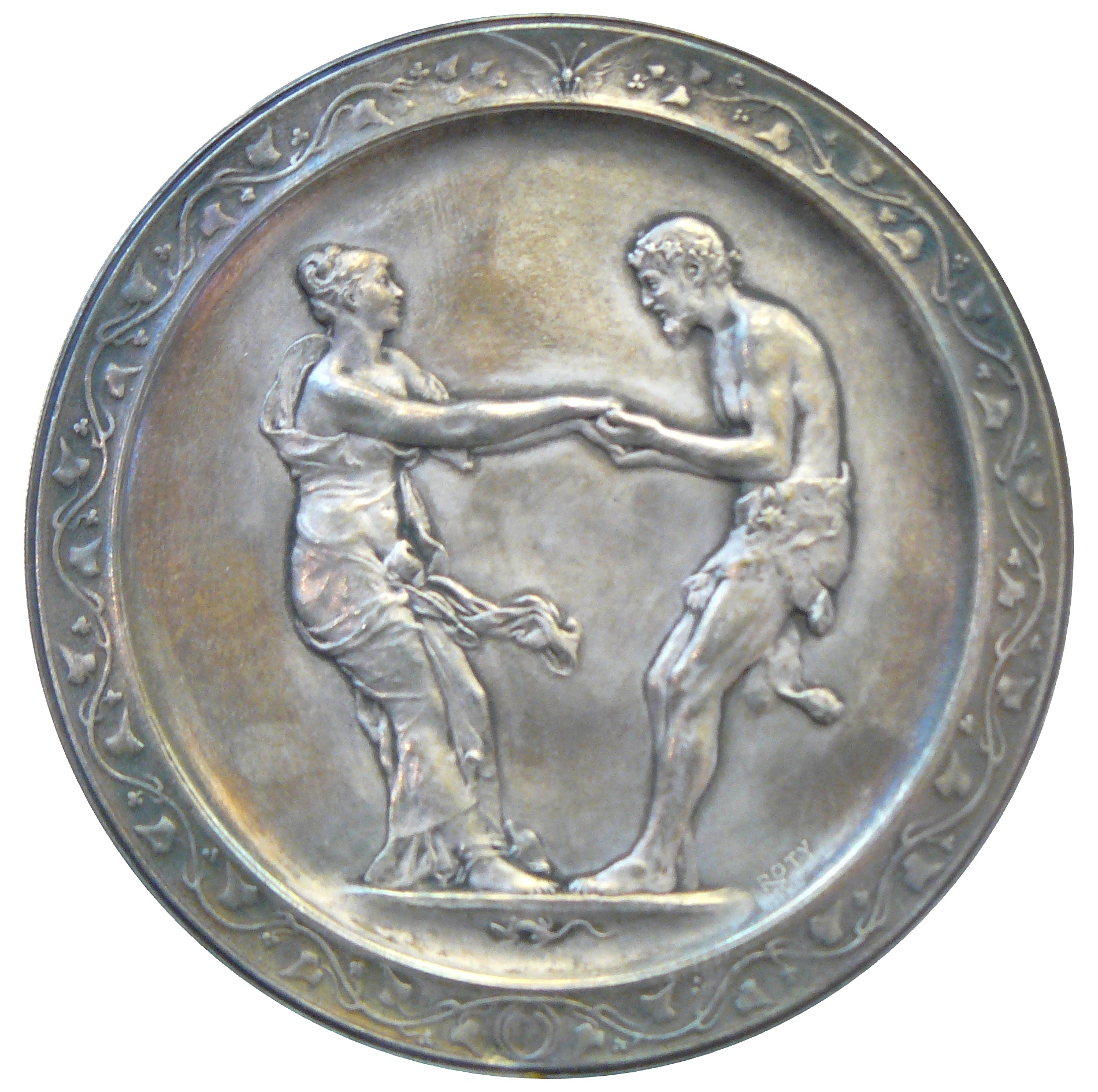
Faune dansant avec une nymphe.
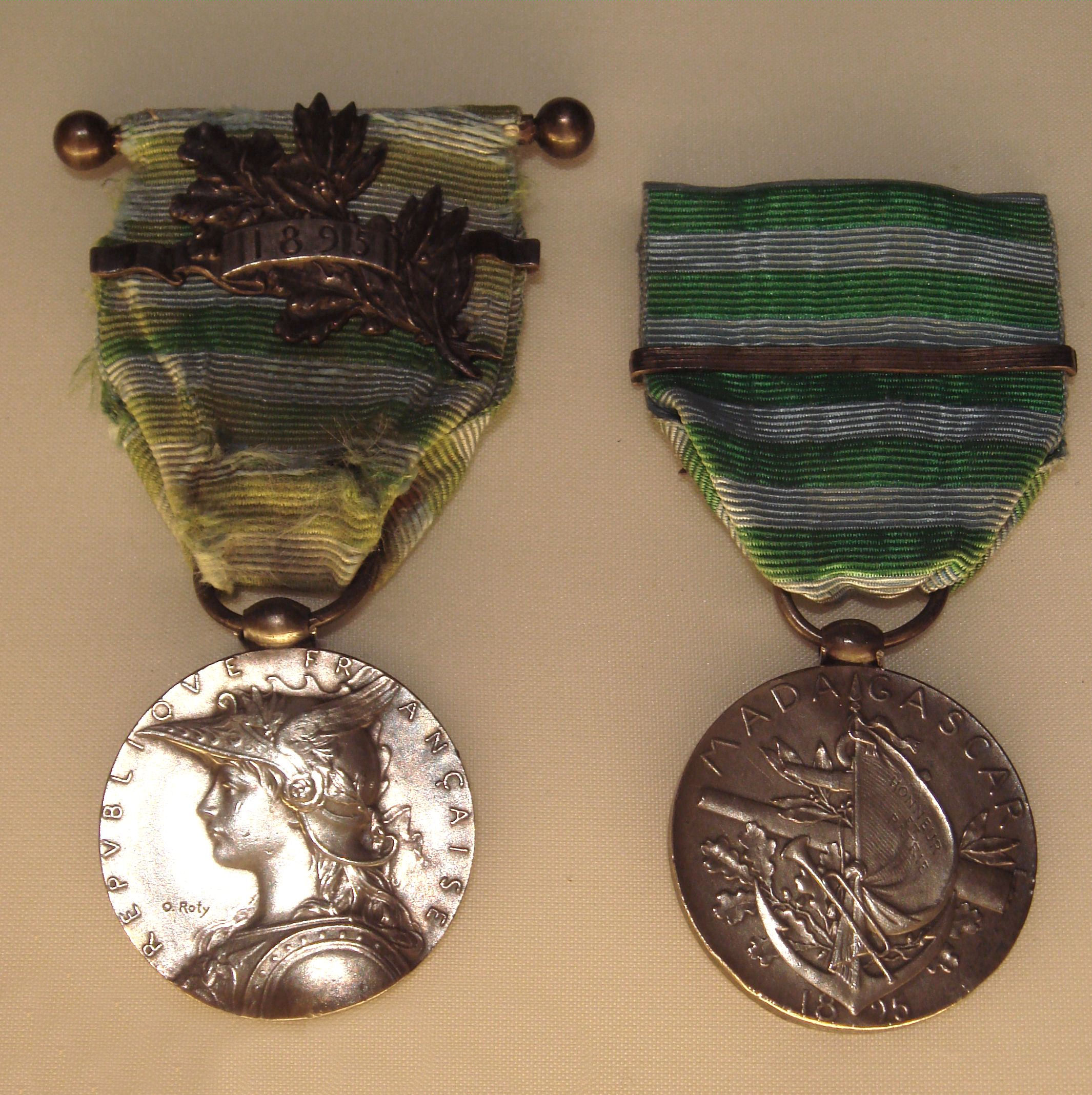
Médaille de la seconde expédition de Madagascar en 1895.
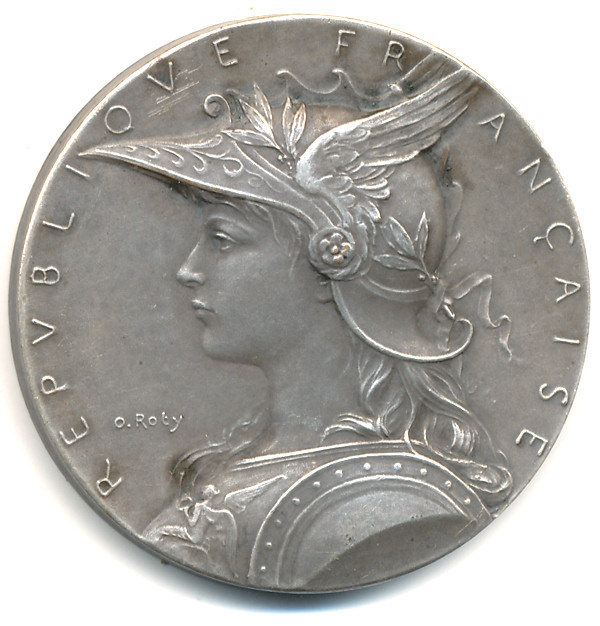
République française.
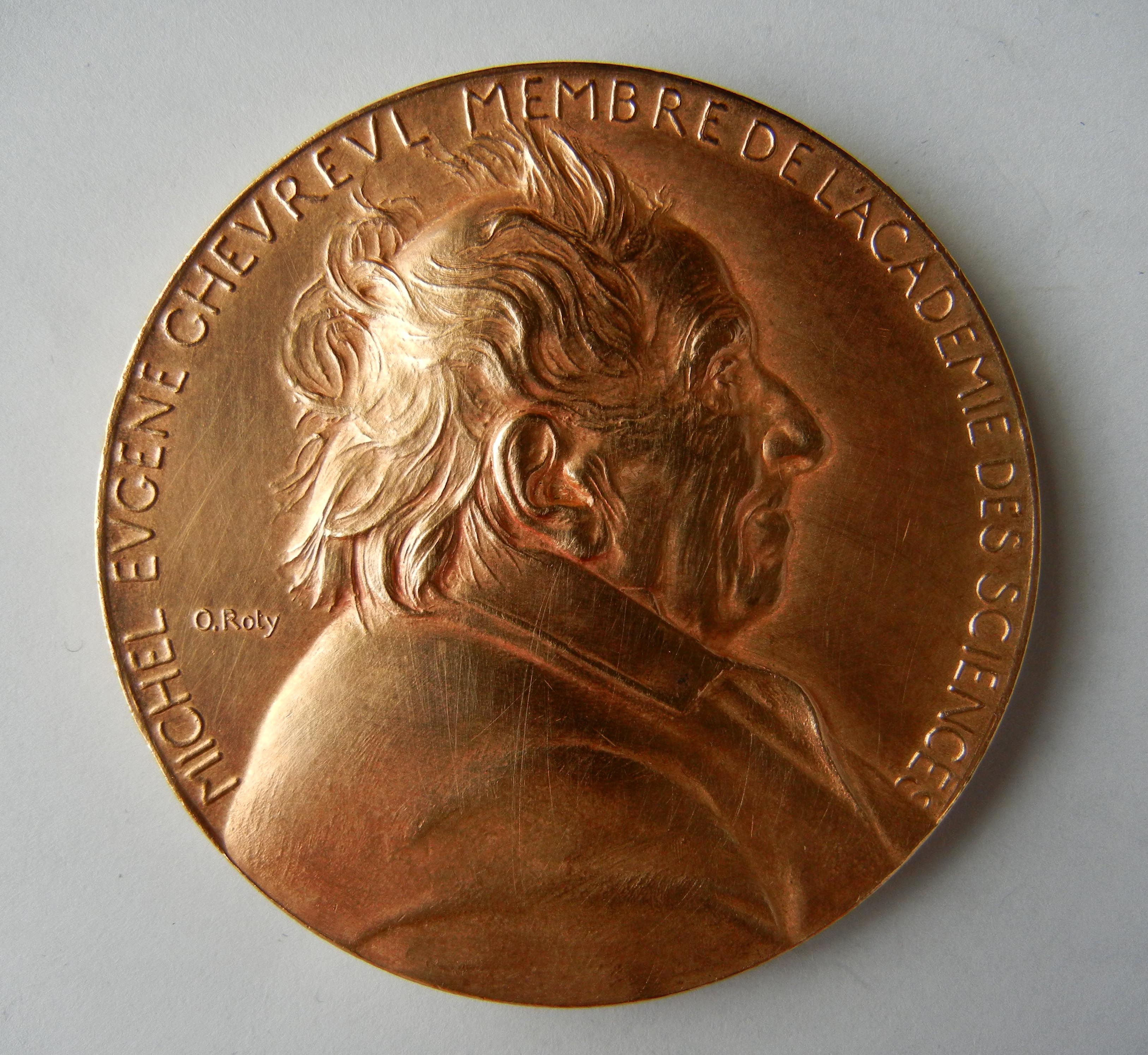
Médaille Centenaire de la naissance de Michel-Eugène Chevreul (1886), avers.
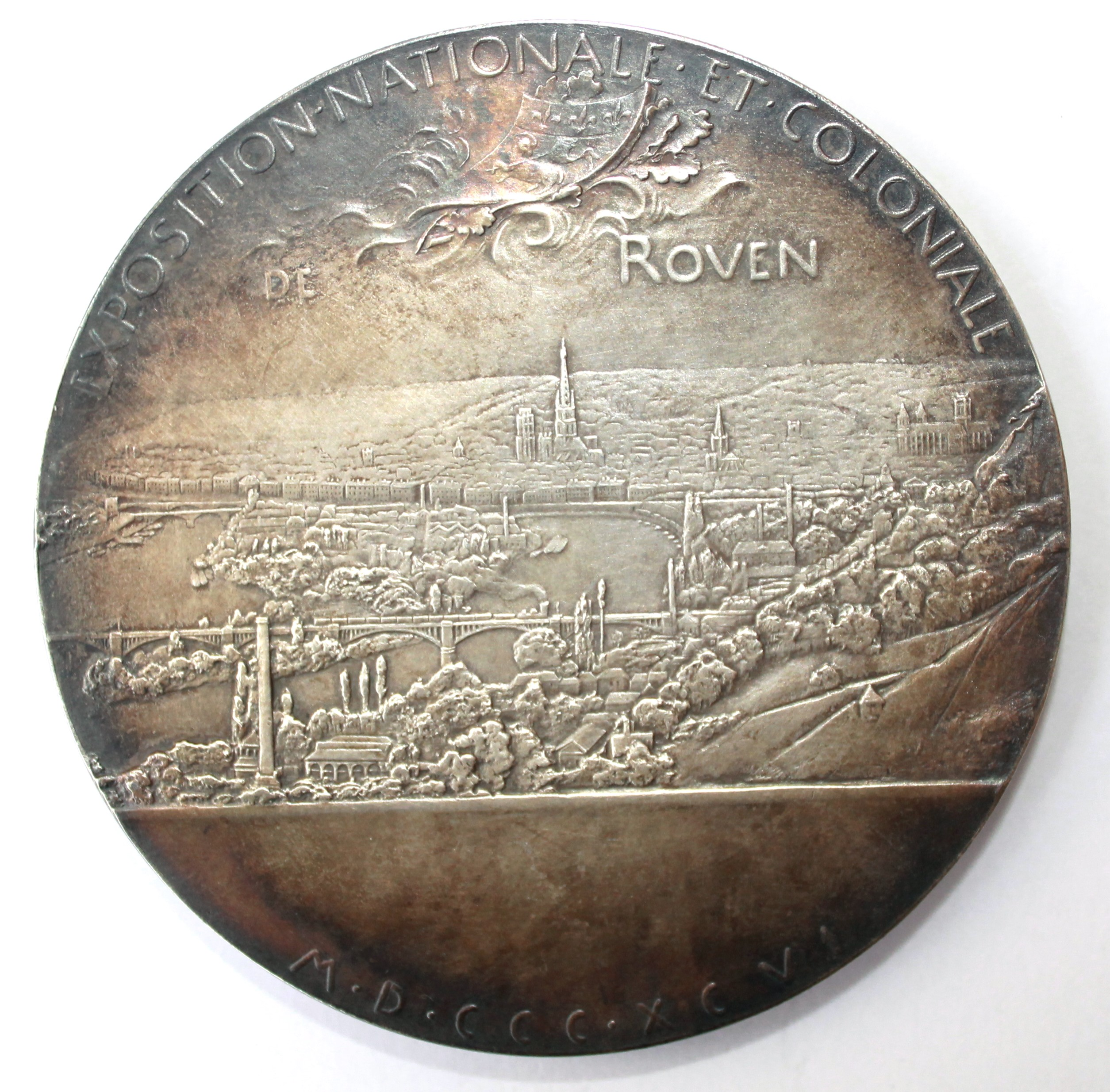
Médaille de l'Exposition nationale et coloniale de Rouen. (1896).
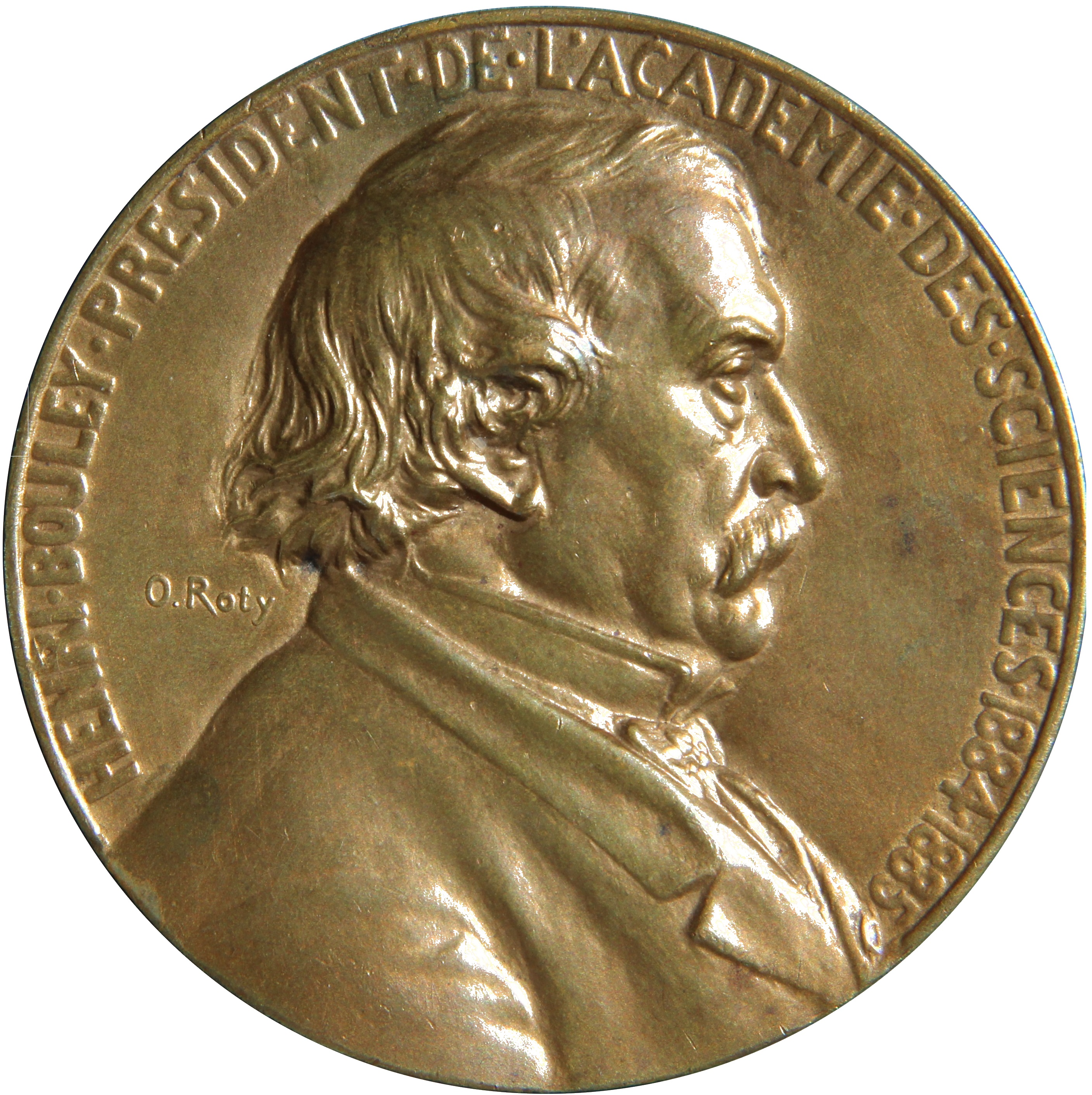
Henri Bouley (1814-1885), professeur à l’École nationale vétérinaire d'Alfort.

### Œuvres dans les collections publiques
- En France
  - Angers, cimetière de l'Est : bas-relief sur la tombe du peintre Jules Lenepveu.
  - Blois, avenue Wilson : Monument de la libération de Blois occupée par les Prussiens.
  - Jargeau, musée Oscar Roty
  - Lens : Monument aux morts de la Compagnie des mines de Lens, 1925, plaque en bronze.
  - Paris :
    - cimetière du Montparnasse : médaillons sur la sépulture de la famille Herbette.
    - hôtel de ville, façade de la rue de Lobau : La Peinture et La Musique, hauts-reliefs.
    - musée d'Orsay : important fonds d'œuvres, dont La Semeuse, 1887, médaillon en cire sur ardoise, ø. 26 cm, modèle du projet pour le ministère de l'Agriculture[8].
    - square d'Ajaccio : Monument à Hippolyte Taine, 1931[21].
    - rue Chaligny, caserne des pompiers : La République, mascaron ornant le fronton.
- En Grèce
  - Athènes, École française d'Athènes : stèle commémorative de la fondation de l'école.

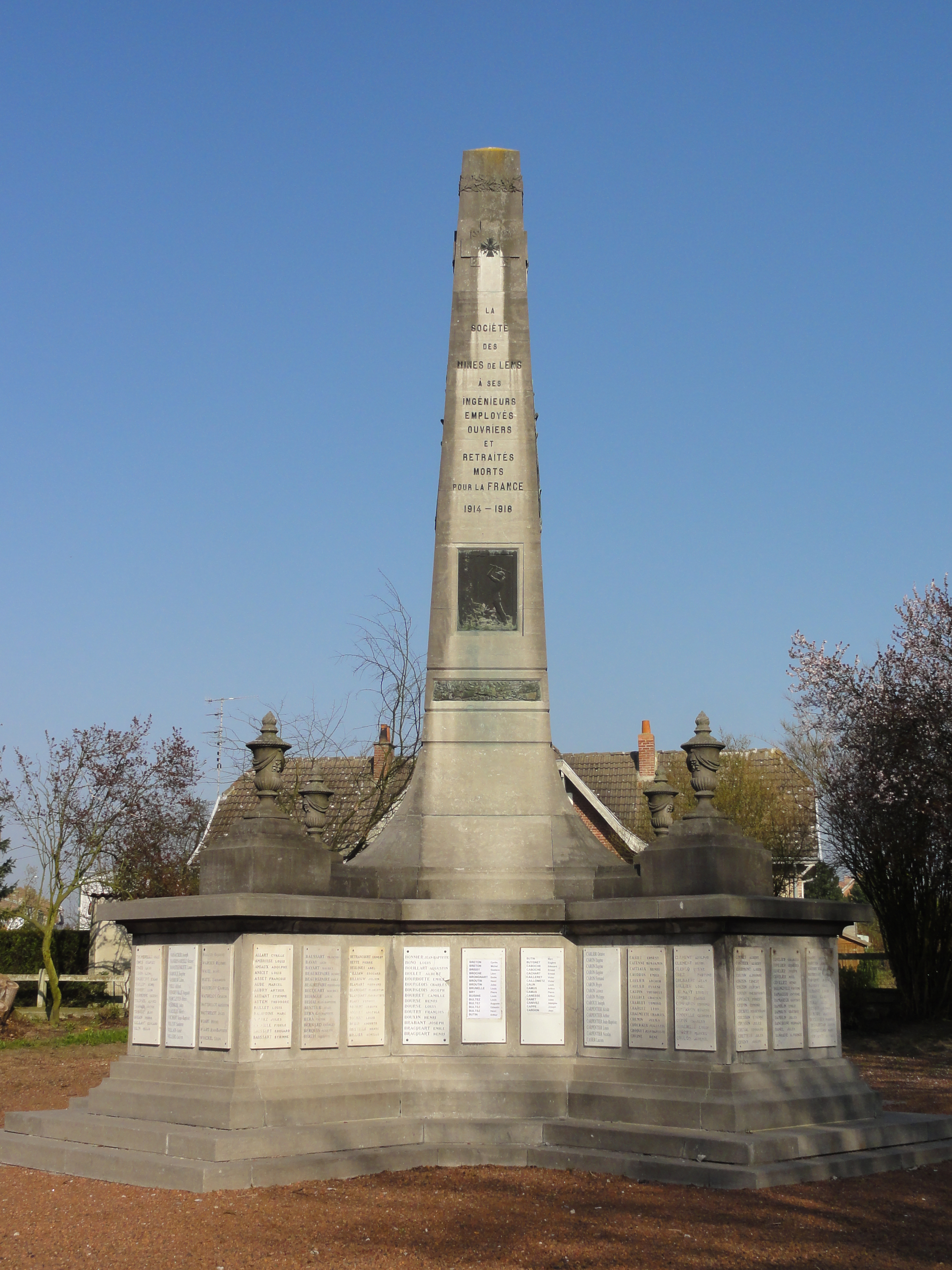
Monument aux morts de la Compagnie des mines de Lens (1925), Lens.
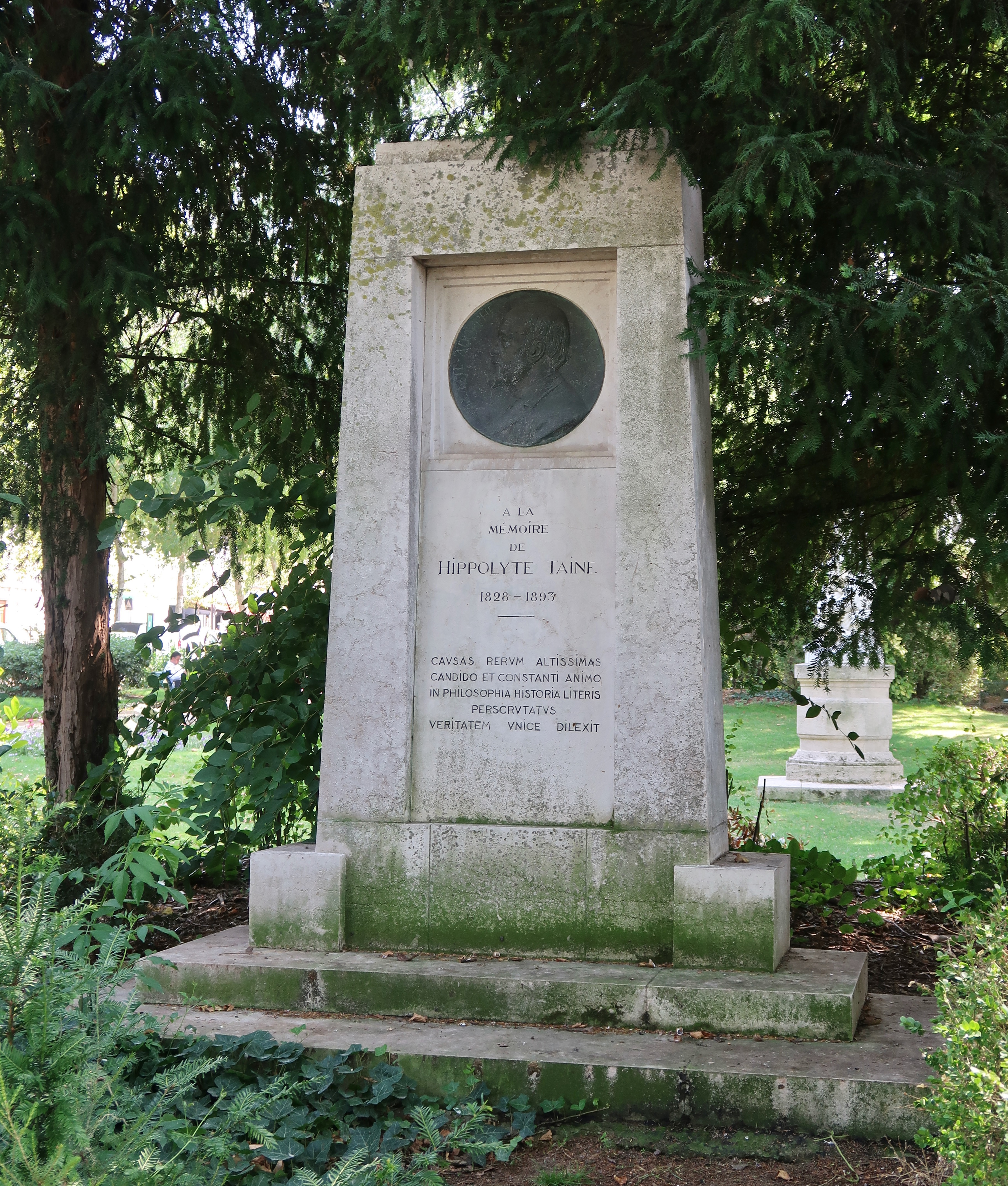
Monument à Hippolyte Taine (1931), Paris.
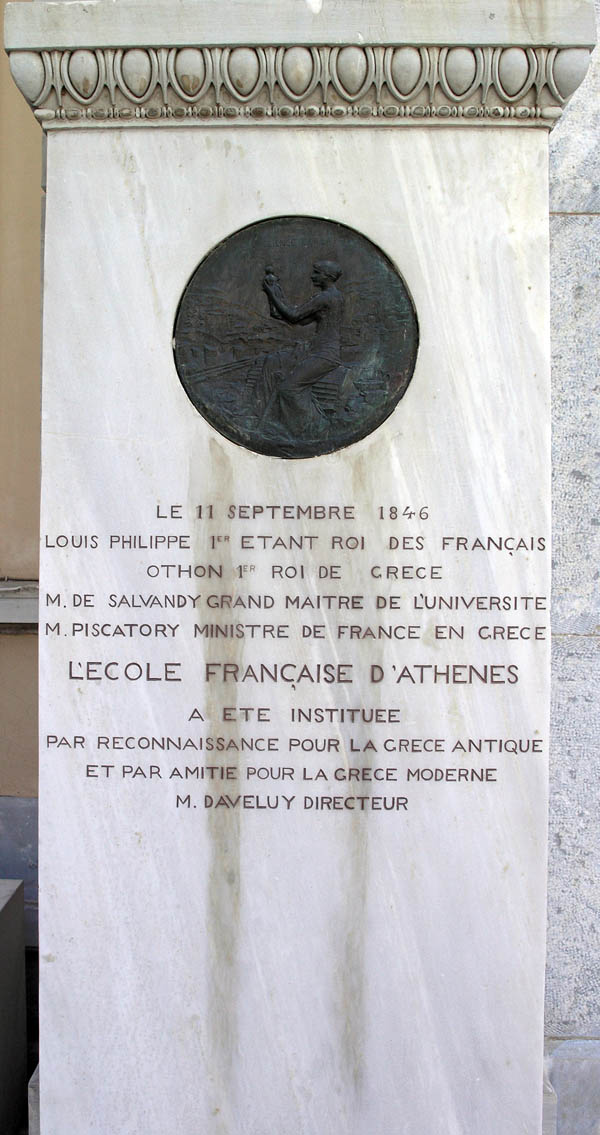
Stèle de l'École française d'Athènes.
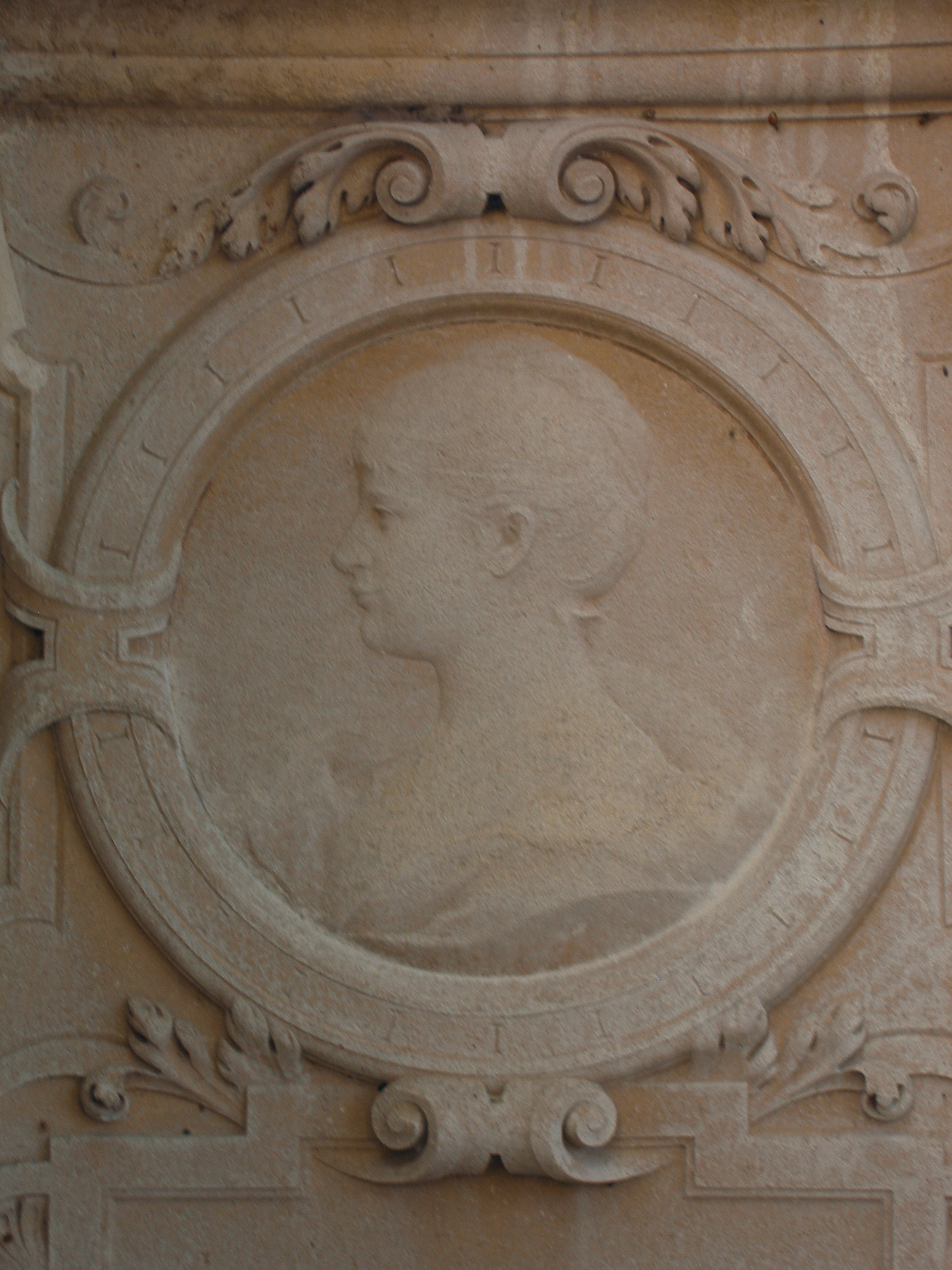
Mme Herbette, médaillon, Paris, cimetière du Montparnasse.
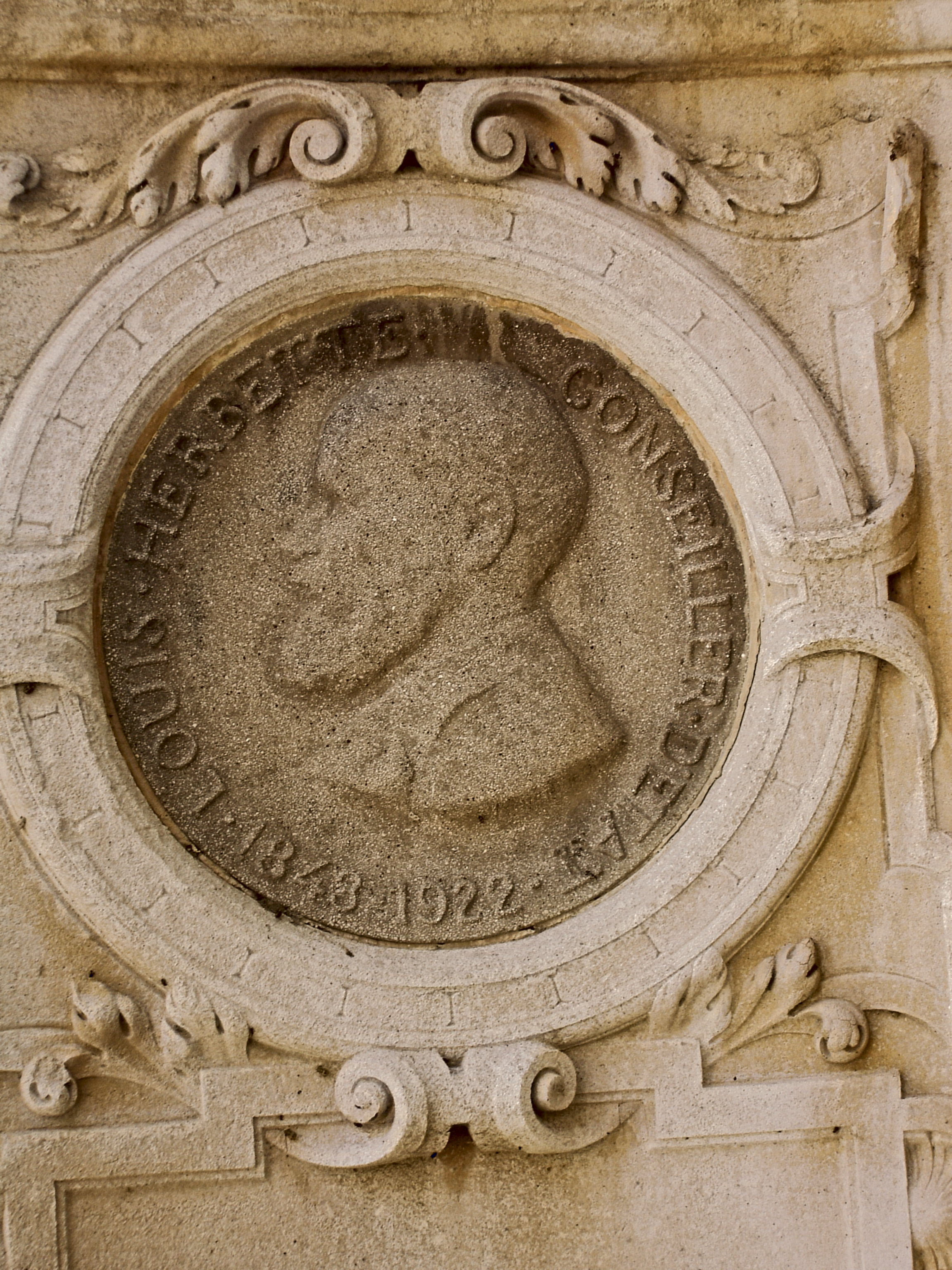
Louis Herbette, médaillon, Paris, cimetière du Montparnasse.
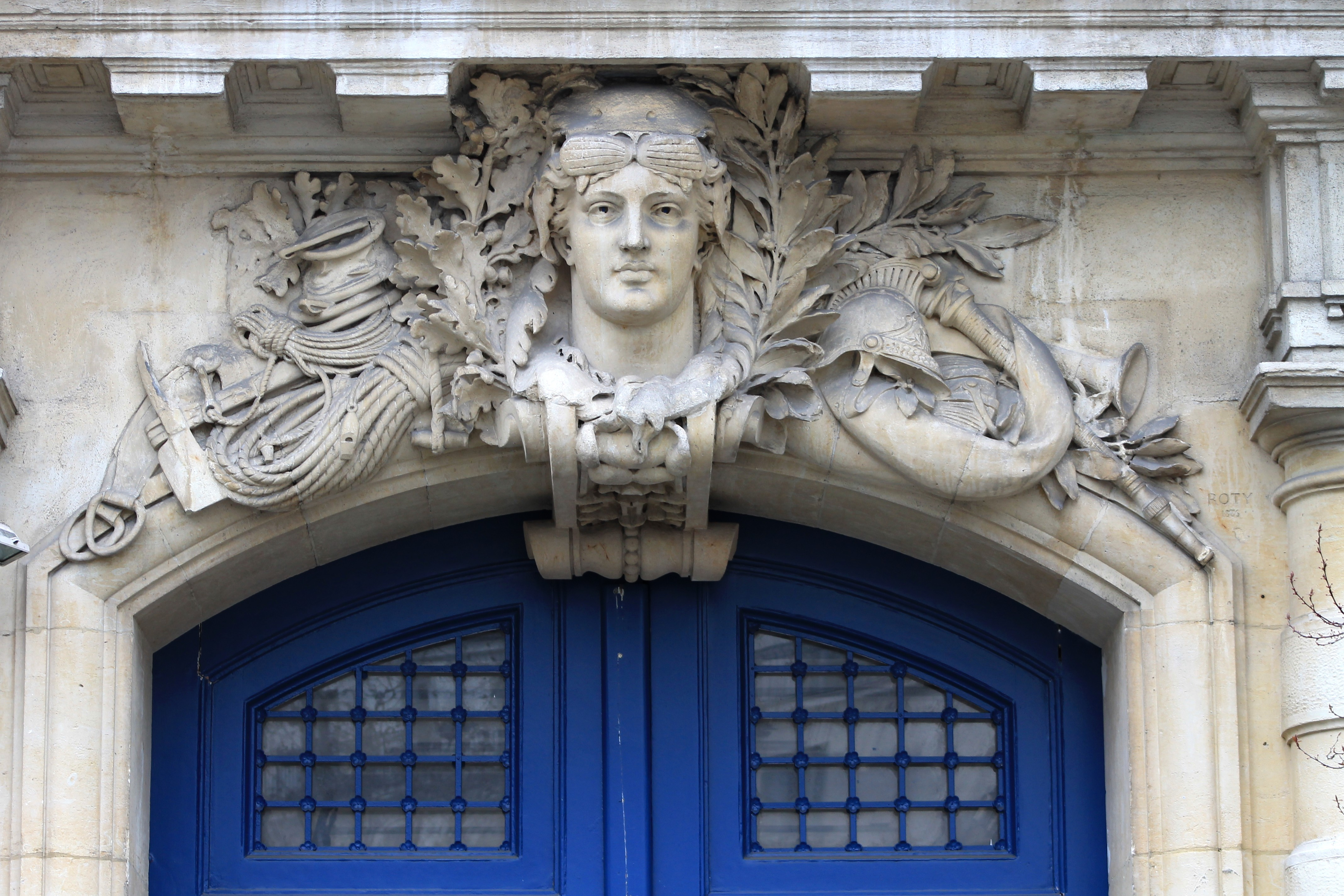
La République, caserne Chaligny à Paris.
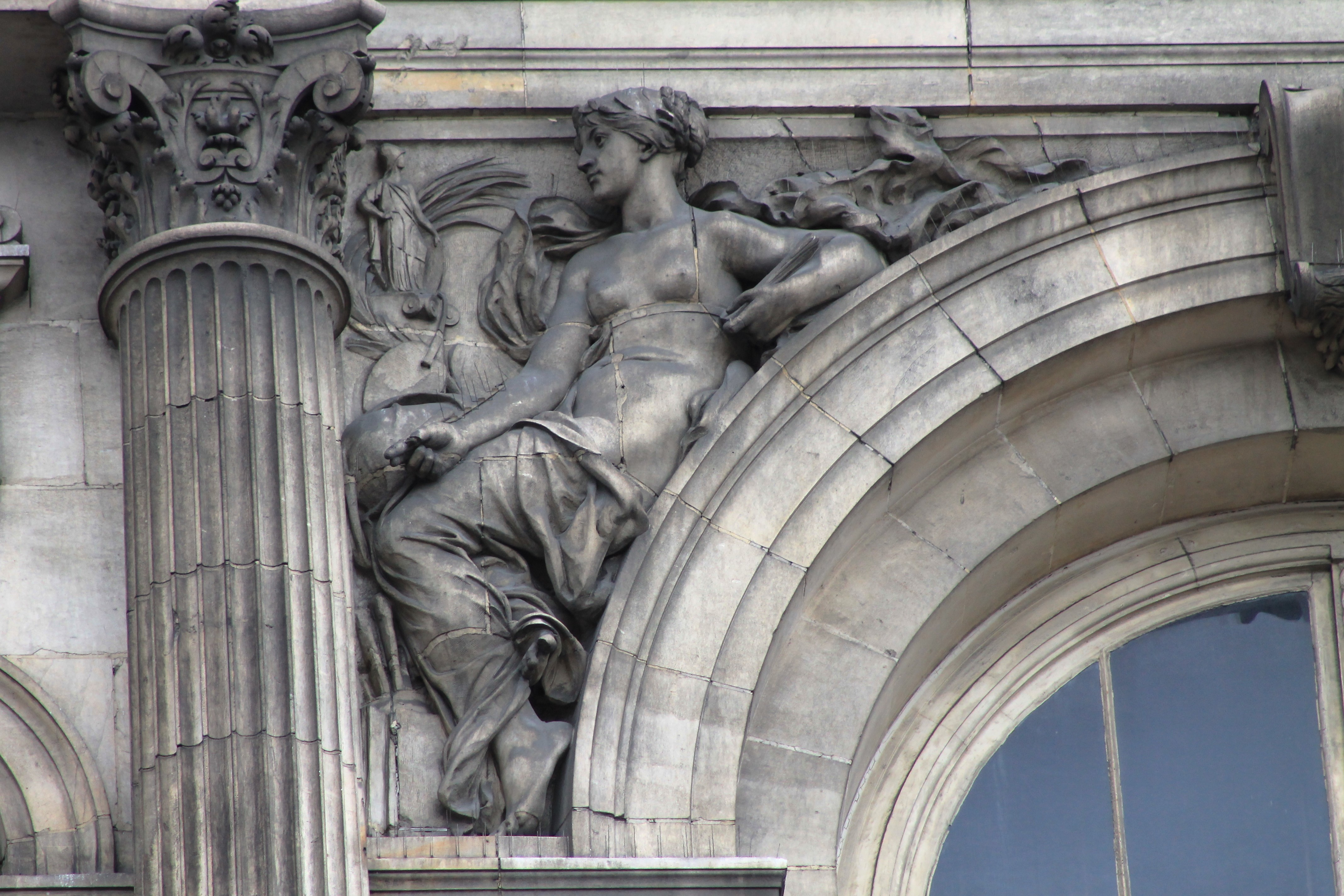
La Peinture, hôtel de ville de Paris.
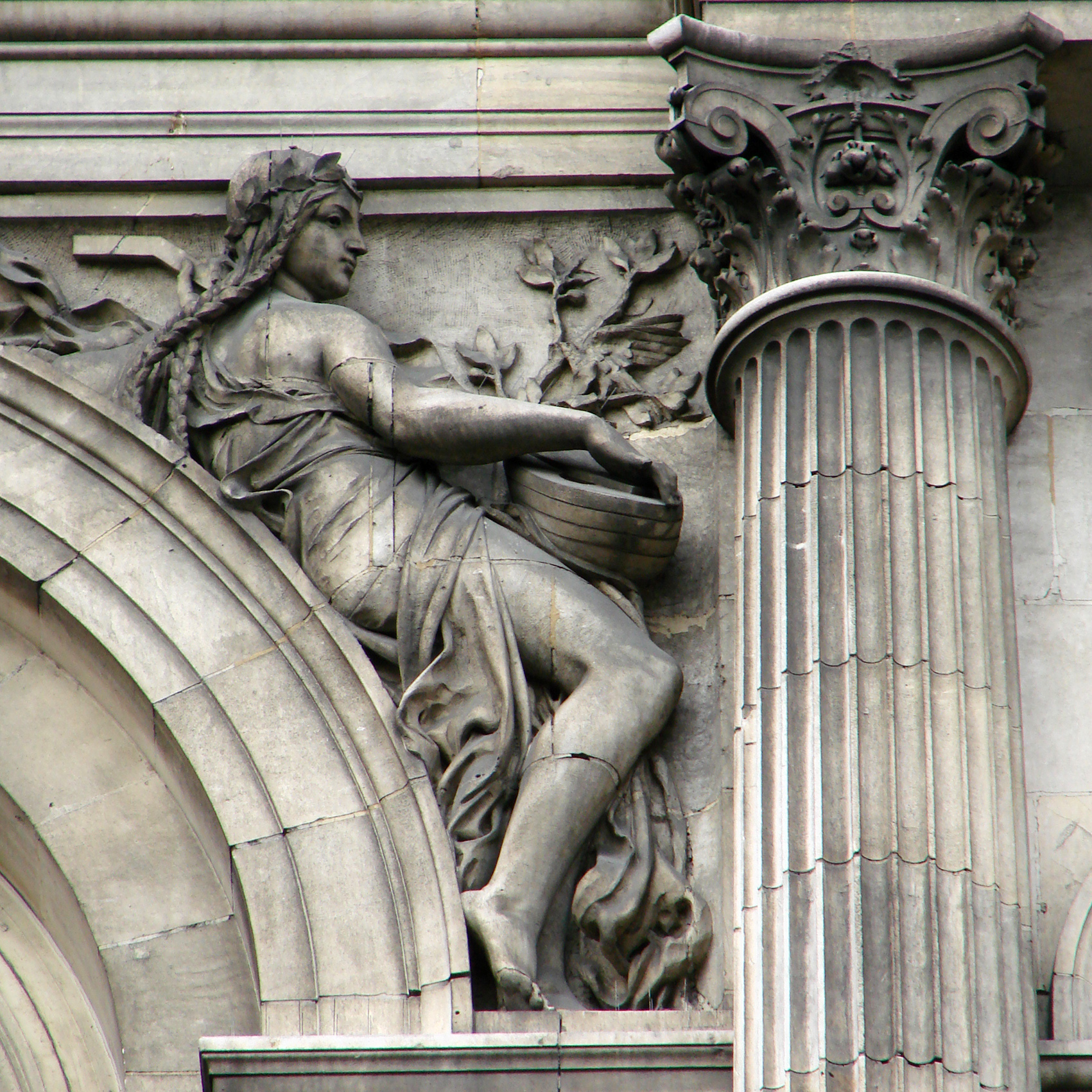
La Musique, hôtel de ville de Paris.

## Hommages
Un prix Oscar-Roty est décerné à un graveur en médailles. En 1975, il fut attribué à Claudine Béréchel (1925-2011).
Deux rues portent son nom, la rue Oscar-Roty dans le 15e arrondissement de Paris, une autre à Chambon-la-Forêt (Loiret), ainsi qu'un square à Jargeau (Loiret).